# Fosdinovo
Fosdinovo est une commune italienne de la province de Massa-Carrara, dans la région Toscane.

## Histoire
- Le château Malaspina.

## Administration
| Période                                  | Période | Identité | Étiquette | Qualité |
| ---------------------------------------- | ------- | -------- | --------- | ------- |
|                                          |         |          |           |         |
| Les données manquantes sont à compléter. |         |          |           |         |

### Hameaux
Caniparola, Tendola, Giucano, Canepari, Marciaso, Posterla, Carignano, Caprognano, Gignago, Paghezzana.

### Communes limitrophes
Aulla, Carrare, Castelnuovo Magra, Fivizzano, Ortonovo, Sarzana.

## Jumelages
- Sauxillanges (France) depuis 2003.